# Howard (namn)
Howard är ett engelskt förnamn.

## Personer med förnamnet Howard (urval)
- Howard Alden
- Howard Brenton
- Howard Bernstein
- Howard Bagguley
- Howard Carter
- Howard Drossin
- Howard Gardner
- Howard Head
- Howard Hughes
- Howard Jones
- Howard Jones (amerikansk sångare)
- Howard Keel
- Howard Lang
- Howard Lanin
- Howard Lindsay
- Howard "Howie" Mandel
- Howard Marks
- J. Howard Marshall
- Howard Schultz
- Howard Stern
- Howard K. Stern
- Howard M. Temin
- Howard Wolowitz